# 968 Petunia
A 968 Petunia (ideiglenes jelöléssel 1921 KW) a Naprendszer kisbolygóövében található aszteroida. Karl Wilhelm Reinmuth fedezte fel 1921. november 24-én, Heidelbergben.